# Air Premia
Air Premia (IATA: YP, OACI: APZ, e indicativo AIR PREMIA), es una aerolínea surcoreana de bajo coste, con sede en Seúl, Corea del Sur. La compañía fue fundada el 27 de julio de 2017 por el expresidente de Jeju Air, Kim Jong-Chul.
Inicialmente, se presentaron como candidatos el Airbus A330neo y el Boeing 787-9 Dreamliner. En abril de 2019, arrenda tres aviones del modelo estadounidense a Air Lease Corporation (ALC), posteriormente, se aumenta a cinco órdenes.

## Historia
Solicitó su Certificado de Operador Aéreo en noviembre de 2018 y lo obtuvo en 2019. Al principio se suponía que solo operaría rutas regionales dentro de Asia, sin embargo, el plan de la aerolínea era expandirse por el mercado internacional.
En abril de 2021, recibió el primer Boeing 787-9 Dreamliner, en vuelo ferry Paine Field-Incheon.

## Destinos
Los vuelos de Air Premia desde su base en el aeropuerto de Incheon se centran en el continente asiático y norteamericano.
| Países         | Destinos              | Aeropuertos                                | Notas                 |
| Europa         | Europa                | Europa                                     | Europa                |
| -------------- | --------------------- | ------------------------------------------ | --------------------- |
| Francia        | París                 | Aeropuerto de París-Charles de Gaulle      |                       |
| Turquía        | Estambul              | Aeropuerto de Estambul                     |                       |
| Asia           |                       |                                            |                       |
| Corea del Sur  | Seúl                  | Aeropuerto Internacional de Incheon        | Centro de operaciones |
| Japón          | Tokio                 | Aeropuerto de Narita                       |                       |
| Tailandia      | Bangkok               | Aeropuerto Internacional Suvarnabhumi      |                       |
| Vietnam        | Ho Chi Minh           | Aeropuerto de Tan Son Nhat                 |                       |
| Norteamérica   |                       |                                            |                       |
| Estados Unidos | Los Ángeles           | Aeropuerto de Los Ángeles                  |                       |
| Estados Unidos | Newark (Nueva Jersey) | Aeropuerto Internacional de Newark Liberty |                       |

## Flota
A junio de 2023, la flota de Air Premia está constituida exclusivamente por aviones Boeing 787-9 Dreamliner.
| Avión        | En servicio | Pedidos | Pasajeros                                        | Pasajeros                                        | Pasajeros                                        | Matrículas                                       | Antigüedad                                       | Notas                                            |
| Avión        | En servicio | Pedidos | W                                                | Y                                                | Total                                            | Matrículas                                       | Antigüedad                                       | Notas                                            |
| ------------ | ----------- | ------- | ------------------------------------------------ | ------------------------------------------------ | ------------------------------------------------ | ------------------------------------------------ | ------------------------------------------------ | ------------------------------------------------ |
| Boeing 787-9 | 5           | —       | 56                                               | 253                                              | 309                                              | HL8387                                           | 2,6 años                                         |                                                  |
| Boeing 787-9 | 5           | —       | 56                                               | 253                                              | 309                                              | HL8388                                           | 2,3 años                                         |                                                  |
| Boeing 787-9 | 5           | —       | 56                                               | 253                                              | 309                                              | HL8389                                           | 2,3 años                                         |                                                  |
| Boeing 787-9 | 5           | —       | 56                                               | 282                                              | 338                                              | HL8516                                           | 5,3 años                                         | Anteriormente operando en Norwegian Air UK.      |
| Boeing 787-9 | 5           | —       | 56                                               | 282                                              | 338                                              | HL8517                                           | 5,4 años                                         | Anteriormente operando en Norwegian Air UK.      |
| Total        | 5           | —       | Edad media de la flota (junio de 2023): 3,6 años | Edad media de la flota (junio de 2023): 3,6 años | Edad media de la flota (junio de 2023): 3,6 años | Edad media de la flota (junio de 2023): 3,6 años | Edad media de la flota (junio de 2023): 3,6 años | Edad media de la flota (junio de 2023): 3,6 años |